# Parasabella albicans
Parasabella albicans är en ringmaskart som först beskrevs av Karl Erik Johansson 1922. Parasabella albicans ingår i släktet Parasabella och familjen Sabellidae. Inga underarter finns listade i Catalogue of Life.